# Джанлука Рінальдіні
Джанлука Рінальдіні (італ. Gianluca Rinaldini; нар. 10 серпня 1959) — колишній італійський тенісист.
Найвищу одиночну позицію світового рейтингу — 94 місце досяг 4 жовтня 1982, парну — 259 місце — 3 січня 1983 року.

## Титули на челленджерах

### Одиночний розряд: (1)
| Ранг | Рік  | Турнір          | Покриття | Суперник у фіналі | Рахунок у фіналі |
| ---- | ---- | --------------- | -------- | ----------------- | ---------------- |
| 1.   | 1981 | Кадуна, Нігерія | Ґрунт    | Ґеральд Мільд     | 6–3, 6–4         |